# Футбольная ассоциация Гибралтара
Футбольная ассоциация Гибралтара (англ. Gibraltar Football Association, GFA) — организация, осуществляющая контроль и управление футболом в Гибралтаре. Была основана в 1895 году, являясь одной из старейших футбольных ассоциаций в мире. В октябре 2012 года ассоциация была признана временным, а 24 мая 2013 года — полноправным членом УЕФА. 13 мая 2016 года федерация футбола Гибралтара была включена в число членов ФИФА на конгрессе организации.

## История

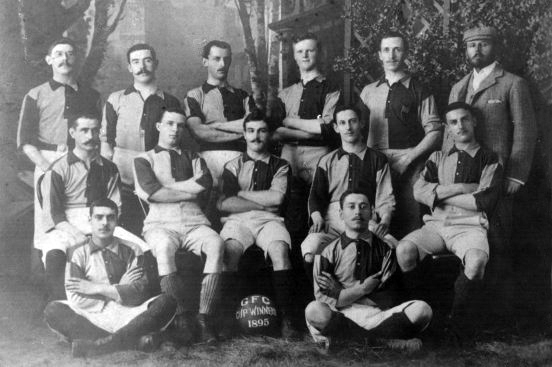
Клуб «Гибралтар», победитель Торгового кубка 1895 года

Футбольная ассоциация Гибралтара была основана в 1895 году на фоне роста числа футбольных клубов в Гибралтаре с целью координации их взаимодействия. До 1907 года единственным футбольным турниром в Гибралтаре был Торговый кубок (англ. Merchant's Cup). Но уже в 1907 году Футбольная ассоциация Гибралтара основала лигу для проведения регулярного чемпионата.
К 1901 году Футбольная ассоциация Гибралтара создала национальную сборную, которая проводила матчи против британских военных команд, а впоследствии провела несколько товарищеских матчей с испанскими клубами.

## Заявки на вхождение в состав ФИФА и УЕФА

Старый логотип футбольной ассоциации (до 2020 года)

Ассоциация имеет тесные связи с Футбольной ассоциацией Англии с 1909 года. Активно добивалась членства в ФИФА для участия в международных турнирах, что вызывало ожесточённое сопротивление со стороны Королевской испанской футбольной федерации.
В 1997 году Футбольная ассоциация Гибралтара подала заявку на вхождение в состав ФИФА. Два года спустя ФИФА перенаправила заявку в УЕФА, так как по правилам ФИФА именно региональные конфедерации предоставляют членство новым странам. В 2000 году объединённая инспекция УЕФА и ФИФА посетила Гибралтар и проверила состояние футбольной инфраструктуры. Футбольная федерация Испании выступала категорически против заявки Гибралтара. В 2001 году УЕФА изменил правила вхождения в свой состав: отныне для членства в УЕФА страна должна «признаваться Организацией Объединённых Наций как независимое государство». На основании этого правила Гибралтару в получении статуса члена УЕФА было отказано.
Футбольная ассоциация Гибралтара подала апелляцию в высший спортивный суд в мире, Спортивный арбитражный суд (CAS), который постановил в 2003 году, что заявка Гибралтара должна рассматриваться УЕФА по старым правилам. Несмотря на это, УЕФА продолжал отвергать заявки Гибралтара. В августе 2006 года  Спортивный арбитражный суд вновь постановил, что Гибралтару должны предоставить постоянное членство в УЕФА и ФИФА, и 8 декабря 2006 года Футбольная ассоциация Гибралтара была признана временным членом УЕФА.
Получение полного членства в УЕФА требовало голосования членов европейского футбольного союза. Федерация футбола Испании активно лоббировала голосование против заявки Гибралтара. Президент испанской федерации Анхель Мария Виллар указывал при этом на спорный статус Гибралтара, называя этот вопрос политическим, ссылаясь на утрехтский мирный договор 1713 года. 26 января 2007 года на конгрессе УЕФА в Дюссельдорфе заявка Гибралтара на вхождение в состав УЕФА была отвергнута 45 голосами «против» при 3 голосах «за» (заявку поддержали лишь Футбольная ассоциация Англии, Шотландская футбольная ассоциация и Футбольная ассоциация Уэльса) и 4 воздержавшихся.
В октябре 2012 года Футбольная ассоциация Гибралтара  вновь была признана временным членом УЕФА. Голосование по вопросу о постоянном членстве Гибралтара прошло 24 мая 2013 года на XXXVII конгрессе УЕФА в Лондоне. Гибралтар был признан полноправным членом УЕФА.
20 сентября 2013 года исполком УЕФА предоставил Футбольной ассоциации Гибралтара по одной путёвке в Лигу чемпионов и Лигу Европы в сезоне 2014/2015.
13 мая 2016 года федерация футбола Гибралтара была включена в число членов ФИФА на конгрессе организации.

## Участие в турнирах УЕФА
- Сборная по футзалу:  чемпионат Европы по мини-футболу 2014
- Сборная до 17 лет: квалификационный раунд чемпионата Европы 2014 года
- Сборная до 19 лет: квалификационный раунд чемпионата Европы 2014 года